# Marlies Oostdam
Marlies Oostdam (ur. 29 lipca 1977 w Haarlemie) – nowozelandzka piłkarka grająca na pozycji obrońcy, zawodniczka reprezentacji Nowej Zelandii, w której zadebiutowała 24 marca 1996 w meczu przeciwko Australii. Uczestniczka Mistrzostw Świata 2007 oraz XXIX Igrzysk Olimpijskich w Pekinie (2008).